# Emmesomyia roborospinosa
Emmesomyia roborospinosa este o specie de muște din genul Emmesomyia, familia Anthomyiidae, descrisă de Cui, Li și Fan în anul 1993.
Este endemică în Heilongjiang. Conform Catalogue of Life specia Emmesomyia roborospinosa nu are subspecii cunoscute.